# Бромат кадмия
Бромат кадмия — неорганическое соединение,
соль кадмия и бромноватой кислоты с формулой Cd(BrO3)2,
бесцветные кристаллы,
растворяется в воде,
образует кристаллогидраты.

## Физические свойства
Бромат кадмия образует бесцветные кристаллы.
Растворяется в воде, не растворяется в этаноле.
Образует кристаллогидрат состава Cd(BrO3)2•2H2O, плотность 3,758 г/см³.

## Химические свойства
- Кристаллогидрат теряет воду при нагревании:

{\displaystyle {\mathsf {Cd(BrO_{3})_{2}\cdot 2H_{2}O\ {\xrightarrow {T}}\ Cd(BrO_{3})_{2}+2H_{2}O}}}
- Разлагается при нагревании:

{\displaystyle {\mathsf {Cd(BrO_{3})_{2}\ {\xrightarrow {250^{o}C}}\ CdBr_{2}+3O_{2}\uparrow }}}